# Коронавірусна хвороба 2019 у ПАР
Спалах коронавірусної хвороби 2019 у ПАР — це поширення пандемії коронавірусної хвороби 2019 на територію Південно-Африканської Республіки. Перший випадок хвороби виявлено в країні 1 березня 2020 року в провінції Квазулу-Наталь. 5 березня про виявлення першого хворого в країні повідомив міністр охорони здоров'я ПАР Звелі Мхізе на своїй прес-конференції, зазначивши, що цим хворим став чоловік, який повернувся з Італії. Перша смерть від коронавірусної хвороби в країні зареєстрована 27 березня 2020 року.
15 березня президент країни Матамела Сиріл Рамафоса оголосив всю територію ПАР зоною катастрофи, та оголосив про початок здійснення заходів для протидії поширенню коронавірусної хвороби, зокрема обмеження на пересування, та закриття шкіл з 18 березня. 17 березня у країні сформована Національна керівна рада з питань протидії поширенню коронавірусної інфекції, метою якої стала розробка плану протидії поширення та зменшення негативного впливу спалаху коронавірусної інфекції. 23 березня в країні оголошено загальнонаціональний локдаун, який запроваджується з 26 березня 2020 року. Задля подолання економічних наслідків пандемії для стимулювання економіки уряд країни 21 квітня задекларував виділення 500 мільйонів рандів.
1 травня 2020 року президент ПАР Сиріл Рамафоса повідомив, що планується розпочати поступове і поетапне зменшення обмежень на пересування, які заплановано зменшити з початку місяця на один щабель. з 1 червня обмеження були знижені ще на один щабель. Ці обмеження були знижено ще на один щабель 17 серпня 2020 року. З 21 вересня 2020 року обмеження знижено до найнижчого рівня. У грудні 2020 року в країні розпочалась друга хвиля поширення COVID-19. 29 грудня 2020 року карантинні заходи в країні посилено відразу на два щаблі. 17 лютого 2021 року офіційно запроваджено національну програму вакцинації від COVID-19. Станом на лютий 2021 року У ПАР зареєстровано найбільша кількість підтверджених випадків COVID-19 в Африці та 15 місце за кількістю підтверджених випадків хвороби в цілому світі серед країн з відносно низьким рівнем смертності.
8 травня 2021 року було повідомлено про місцеві випадки загрозливих варіантів Дельта (вперше виявлений в Індії, який має вищу трансмісивність, ніж домінуючий штам Бета) та Альфа. 31 травня 2021 року країну було переведено зі скоригованого рівня 1 на скоригований рівень небезпеки 2 через третю хвилю хвороби, в основному з інфікуваннями варіантом Дельта. 15 червня 2021 року країну було переведено на рівень небезпеки 3. 28 червня 2021 року країну було переведено на скоригований рівень 4, причому варіант Дельта швидко став домінуючим штамом у країні. 9 липня 2021 року, через 16 місяців після початку пандемії, лікарі в Йоганнесбурзі описали систему охорони здоров'я міста такою, що знаходиться в стані колапсу, з недостатньою кількістю ліжок і на межі необхідності кількістю кисню. 25 липня 2021 року країну перевелм до скоригованого рівня небезпеки 3. 13 вересня 2021 року набув чинності скоригований рівень небезпеки 2, а 1 жовтня 2021 року додаткові обмеження було послаблено шляхом переходу до скоригований рівень небезпеки 1.
26 листопада 2021 року Всесвітня організація охорони здоров'я класифікувала варіант Омікрон, вперше виявлений у Ботсвані, але вперше про який ВООЗ повідомила ПАР, як варіант, що викликає стурбованість. Кілька країн оголосили про заборону на прибуття з Південної Африки та сусідніх країн. До 1 грудня 2021 року країна входила в 4-ту хвилю епідемії, в основному із зараженнями від стандартного субваріанта BA.1 варіанту Омікрон. 4 лютого 2022 року повідомлено, що південноафриканські вчені відтворили вакцину Moderna проти COVID-19. Подальше пом’якшення обмежень набуло чинності 23 березня 2022 року, включаючи скасування вимоги носити маски на відкритому повітрі, хоча все ще необхідна була наявність маски в закритих приміщеннях, у громадських транспортних засобах і місцях, дозволяючи підтвердження вакцинації або тест на COVID-19 не старше 72 годин як альтернативу для знаходження у певних місцях, а також зменшення дистанції до 1 метра, за винятком шкіл. Опівночі 4 квітня 2022 року загальнонаціональний стан катастрофи було скасовано, хоча деякі перехідні положення залишалися в силі протягом 30 днів.
Обмежена п'ята хвиля хвороби з кінця квітня 2022 року була здебільшого спричинена інфікуванням від підваріантів BA.4, BA.5 і BA.2 варіанту Омікрон. Смертність була відносно нижчою на кількість випадків, ймовірно, через високий рівень імунітету населення від інфекції та/або вакцинації.
Протягом перших двох років епідемії, 2020 та 2021 років, понадсмертність оцінювалася в 292,3 на 100 тисяч населення. Станом на 2 січня 2023 року зареєстровано 341123 надмірних смертей осіб старших 1 року з природних причин з 3 травня 2020 року, причому 85–95 % цих надмірних смертей пов'язані з COVID-19, а решта 5–15 %, ймовірно, в основному через перенапруження медичних закладів.

## Хронологія

### 2020
1 березня офіційно підтверджено виявлення першого випадку коронавірусної хвороби в ПАР у чоловіка, який повернувся з дружиною та 8 іншими попутниками з Метрополійного міста Мілан через Дубай, міжнародний аеропорт імені Тамбо в Гаутенгу, та аеропорт імені короля Чаки в Дурбані, до Гілтона в провінції Квазулу-Наталь. 3 березня хворий звернувся до приватного лікаря загальної практики із симптомами застуди, після чого пішов на самоізоляцію, лікар також пішов на ізоляцію.
5 березня міністр охорони здоров'я ПАР повідомив про виявлення першого підтвердженого випадку коронавірусної хвороби в країні, після чого до провінції Квазулу-Наталь направлені епідеміологи і клініцисти з Національного інституту інфекційних хвороб, а хворий направлений до лікарні Грея в Пітермаріцбурзі.
7 березня повідомлено, що у жінки, яка повернулась з Італії до Гаутенга у тій самій групі, що й перший хворий у країні, також підтверджено позитивний тест на коронавірус.
11 березня повідомлено про виявлення нових випадків хвороби в країні, у тому числі ще в одної особи з групи, яка повернулась з Мілана з першим хворим, інші 5 випадків були не пов'язаними з поверненням з країн Європи. Перший випадок хвороби виявлено в Західно-Капській провінції.
12 березня виявлено 3 нових випадки хвороби, в тому числі перший випадок хвороби в провінції Мпумаланга. Того ж дня підтверджено перший випадок хвороби та першу місцеву передачу вірусу в провінції Вільна держава, хоча повторне обстеження довело, що цей пацієнт насправді не інфікований коронавірусом. Загальна кількість випадків у країні зросла до 16.
16 березня президент країни Сіріл Рамафоса повідомив про виявлення перших випадків хвороби в країні з місцевою передачею, які підтверджені державними ліцензованими лабораторіями, наступного дня повідомлено про перший підтверджений випадок хвороби у провінції Лімпопо.
17 березня підтверджена місцева передача коронавіруса ліцензованими державними лабораторіями ще у кількох провінціях, зокрема 4 в Гаутенгу, 3 у Квазулу-Наталі та 1 у Західно-Капській провінції.
18 березня урядовою ліцензованою лабораторією офіційно підтверджено перший випадок місцевої передачі вірусу в провінції Мпумаланга.
19 березня міністр охорони здоров'я ПАР заявив, що коронавірусом можуть інфікуватися дві третини населення ПАР, що відповідає європейським прогнозам щодо поширеності інфекції серед населення.
20 березня зареєстровано 7 випадків коронавірусної хвороби в провінції Вільна держава), яка таким чином стала шостою з дев'яти провінцій ПАР, у яких виявлені випадки коронавірусної хвороби. З цих семи випадків 5 осіб були іноземними громадянами (з Ізраїлю, Франції та Техасу), які прибули на церковне зібрання, в якому брали участь 200 осіб. У міжнародному аеропорту імені Олівера Тамбо розпочали проводити ізоляцію іноземних громадян та відправку їх на батьківщину.
21 березня кількість підтверджених випадків коронавірусної хвороби в країні зросла до 240, перший випадок хвороби виявлений у Східно-Капській провінції, яка стала сьомою з дев'яти провінцій країни, де виявлені випадки коронавірусної хвороби. 21 березня президент ПАР Сиріл Рамафоса оголосив про 21-денний загальнонаціональний локдаун, який розпочнеться 26 березня та триватиме до 16 квітня.
24 березня випадки коронавірусної хвороби виявлено в Північно-Західній провінції та Північно-Капській провінції, після чого у всіх провінціях ПАР виявлено випадки коронавірусної хвороби.
27 березня міністр охорони здоров'я ПАР Звелі Мхізе повідомив про першу підтверджену смерть від коронавірусної хвороби в країні.
1 квітня група учених та дослідників з Національного інституту інфекційних хвороб та Південноафриканського національного інституту біоінформатики у співпраці з Університетом Західно-Капської провінції зуміли розшифрувати нуклеотидну послідовність вірусу SARS-CoV-2, виділеного від хворого коронавірусною хворобою з ПАР. У місті Александра в Гаутенгу на початку місяця з машин роздавали антисептик для рук для всіх бажаючих.
9 квітня повідомлено, що члени уряду ПАР, зокрема президент, віце-президент, міністри та заступники міністрів, будуть віддавати третину своїх зарплат протягом трьох місяців у фонд боротьби з коронавірусною хворобою.
9 квітня лікарню Сен-Огастен у Дурбані закрили на карантин після локалізованого внутрішньолікарняного спалаху коронавірусної хвороби, у результаті якого захворіли 60 осіб та померли 4 хворих; до цього в країні було зареєстровано 1845 випадків хвороби, 18 хворих померли.
10 квітня медичні експерти були здивовані різким уповільненням виявлення нових випадків коронавірусної хвороби, та висловили побоювання, що це зниження може призвессти до розслабленості у ставленні до хвороби. Цього ж дня міністр охорони здоров'я країни Звелі Мхізе рекомендував усім носити захисні маски для обличчя, коли особа знаходиться на вулиці.
12 квітня зареєстровано спалах коронавірусної хвороби у виправному закладі в Іст-Лондоні, захворіло 145 осіб, з них 23 службовці та 3 ув'язнених.
13 квітня голова Консультативного комітету з питань COVID-19 Салім Абдул Карім заявив, що обмеження пересування виявилось ефективним заходом для сповільнення поширення коронавірусної інфекції. Він також представив восьмиетапний план боротьби країни з поширенням COVID-19. До цього плану також включені критерії розширення або звуження карантинних обмежень.
14 квітня виявлено 143 нових випадки коронавірусної хвороби, з них 71 виявлено у Східно-Капській провінції.
14 квітня уряд ПАР офіційно подякував Китаю за дарунок у вигляді партії засобів індивідуального захисту медичним працівникам та іншим працівникам, які зайняті у боротьбі з епідемією коронавірусної хвороби, оскільки цей дарунок полегшить їм роботу з подолання епідемії коронавірусної хвороби. Генеральний консул Китаю в Йоганнесбурзі Тан Чжундун заявив, що цей дарунок відображає силу дружби між Китаєм та ПАР.
До 23 квітня, коли президент країни Рамафоса знову звернувся до нації з приводу пандемії коронавірусної хвороби, загальна кількість випадків коронавірусної хвороби в країні збільшилась до 3953. Детальні дані, оприлюднені національним інститутом інфекційних хворіб, показали, що у квітні кількість випадків у різних провінціях зростала по різному. Протягом цих двох тижнів у приморських провінціях країни, зокрема у Східно-Капській провінції кількість випадків зросла на 583 %, у Квазулу-Наталь на 108 %, а в Західно-Капській провінції на 148 %. Північно-Західна провінція) (з 67 %) та Гаутенг (з 57 %) мали також високий приріст, у інших провінціях приріст був значно менший, від 6 % у Північно-Капській провінції до 23 % у провінції Лімпопо (усі із низькою загальною кількістю випадків, зокрема у Вільній державі 106 випадків та меше 30 випадків у інших провінціях).
Станом на 27 квітня 2020 року середній вік лабораторно підтверджених випадків у ПАР становив 38 років (з міжквартильним розмахом від 29 до 51 року), а діти віком до 10 років складали 3 % серед усіх випадків хвороби (156 хворих дітей з 4996 усіх випадків хвороби).
30 квітня президент ПАР Сиріл Рамафоса прийняв як подарунок для країни партію засобів індивідуального захисту, яку надала глобальна інтернет-група «Naspers». У квітні в країні виявлено 4294 нових випадки коронавірусної хвороби, унаслідок чого загальна кількість випадків хвороби в ПАР зросла до 5647. Кількість померлих унаслідок коронавірусної хвороби зросла до 103. Кількість одужань у країні зросла до 2073, у кінці місяця в країні залишався 3471 активний випадок хвороби.
19 травня група вчених, які консультували уряд ПАР, підрахували, що на кінець поточного місяця в країні зареєстровано 475 смертей, а до кінця листопада в країні буде зареєстровано понад 40 тисяч смертей унаслідок коронавірусної хвороби. Вчені також підрахували, що до кінця червня або початку липня в країні не буде вистачати ліжок для госпіталізації хворих коронавірусною хворобою. Вони повідомили, що їх прогнози кілька разів коригувалися, та базуються на простих розрахунках з песимістичним сценарієм
У травні в країні виявлено 27036 нових випадків коронавірусної хвороби, унаслідок чого загальна кількість випадків коронавірусної хвороби в країні зросла до 32683. Кількість померлих внаслідок коронавірусної хвороби в країні зросла до 683, що вище, ніж за наведеними вище прогнозами південноафриканських учених. Кількість одужань у країні зросла до 16809, на кінець місяця в країні залишалось 15191 активних випадків хвороби.
У червні в країні виявлено 118526 нових випадків хвороби, що збільшило загальну кількість випадків у країні до 151209. Кількість смертей унаслідок коронавірусної хвороби збільшилась до 2657. Кількість одужань збільшилась на 56734 до 73533. На кінець місяця в країні було 75009 активних випадків хвороби.
12 липня у своєму зверненні до народу президент країни Сиріл Рамафоса повідомив, що в країні розпочався очікуваний підйом захворюваності на коронавірусну хворобу. Стан загальнонаціональної катастрофи продовжено до 15 серпня, одночасно із введенням комендантської години з 21:00 до 4:00 введена заборона на продаж алкогольних напоїв. Попередній дозвіл на відновлення продажу алкоголю призвело до перенавантаження лікарень через збільшення кількості дорожно-транспортних пригод, травм та випадків насильства, які переважно відбувалися вночі.
22 липня Південноафриканська рада з медичних досліджень та Центр сучасних досліджень університету Кейптауна підрахували, що між 6 травня та 14 липня 2020 року в Південній Африці сталося 17 090 надмірних природних випадків смерті. За цей період спостерігається зростання смертності внаслідок природних причин на 59 % у порівнянні з тим же періодом попереднього року. 11175 випадків (65 %) з них припадають на осіб віком понад 60 років. Ці надмірні випадки смерті пов'язуються з коронавірусною хворобою, та спричинені затримкою діагностики хвороби, а також супутніми захворюваннями. Смертність, спричинена автомобільними аваріями та вбивствами, виявилась на 20 % нижчою, ніж очікувалось.
23 липня в ПАР було повторно закрито всі школи терміном на місяць. Щодня в країні в цей час реєструвалося 13 тисяч випадків зараження.
У липні в країні зареєстровано 341974 нових випадків, унаслідок чого загальна кількість підтверджених випадків зросла до 493183. Кількість померлих унаслідок коронавірусної хвороби зросла за місяць втричі до 8005. Кількість одужань у країні зросла на 252628 до 326171. На кінець місяця зафіксовано 159007 активних випадків коронавірусної хвороби.
15 серпня президент ПАР Сиріл Рамафоса звернувся до нації, повідомивши про проходження піка захворюваності коронавірусною хворобою, зниження карантинних обмежень до другого рівня, та про продовження режиму національної катастрофи ще на місяць.
У серпні було зареєстровано 285067 випадків хвороби, унаслідок чого загальна кількість підтверджених випадків у країні зросла до 627041. Кількість померлих зросла до 14149. На кінець місяця в країні зареєстровано 71969 активних випадків хвороби. Початкове нерепрезентативне дослідження серотипу показало, що приблизно 40 % деяких верств населення Кейптауна були інфіковані SARS-CoV-2.
16 вересня президент країни виступив із зверненням до народу, в якому повідомив про подальше зниження обмежень до рівня 1, починаючи з 21 вересня 2020 року. Стан національної катастрофи було продовжено ще на місяць.
У вересні в країні зареєстровано 45531 нових випадків хвороби, унаслідок чого загальна кількість випадків хвороби зросла до 672572. Кількість померлих зросла до 16667. Кількість одужань зросла до 606520, на кінець місяця в країні залишилось 49655 активних випадків хвороби.
18 жовтня міністр охорони здоров'я Звелі Мхізе повідомив, що у нього підтверджено позитивний тест на COVID-19.
Стан національної катастрофи був продовжений ще на місяць.
Протягом двох тижнів поспіль спостерігалась надмірна природна смертність, яка значно перевищувала звичайну кількість смертей з природних причин. Ця надмірна смертність, щоправда, була значно нижчою за липневий пік смертності.
У жовтні було зареєстровано 52880 нових випадків хвороби, загальну кількість випадків хвороби зросла до 725452. Кількість померлих зросла до 19276. Кількість одужань зросла до 654182, на кінець місяця в країні залишилось 51994 активних випадків хвороби.
11 листопада президент країни виступив із зверненням до народу, де оголосив про продовження стану національної катастрофи ще на місяць до 15 грудня 2020 року. Повідомлено про послаблення обмеження на міжнародне транспортне сполучення, обмеження робочого часу магазинів, а також про підтримку осіб, які втратили роботу внаслідок епідемії коронавірусної хвороби. У листопаді в країні зареєстровано 64552 випадки хвороби, загальна кількість випадків хвороби зросла до 790004. Кількість померлих зросла до 21535. Кількість одужань зросла до 731242, на кінець місяця в країні залишилось 37227 активних випадків хвороби.
3 грудня президент країни звернувся до народу. Він відзначив збільшення випадків COVID-19 в деяких районах Східної та Західної Капської провінцій. Муніципалітет затоки Нельсон Мандела визначений як місце найбільш стрімкого поширення коронавірусної хвороби; у цьому муніципалітеті посилені карантинні обмеження. Стан національної катастрофи продовжений до 15 січня 2021.
7 грудня уряд заявив, що вечірки, які проводяться після закінчення школи, відомі як «вечірки люті» (англ. rage parties), є надзвичайно поширеними подіями.
9 грудня міністр охорони здоров'я повідомив, що країна вступила у другу хвилю епідемії коронавірусної хвороби. Станом на цей день у країна реєструвалось понад 6 тисяч випадків на день у порівнянні з менш ніж 1000 випадків на день наприкінці вересня. Середня частка позитивних тестів на COVID-19 зросла з 10 % до 18 %.
14 грудня президент у своєму зверненні до нації повідомив про закриття частини пляжів, зменшення кількості людей при проведенні громадських заходів, та посилення інших заходів для стримування другої хвилі епідемії.
18 грудня міністр охорони здоров'я ПАР Звелі Мхізе заявив, що в країні було виявлено новий різновид коронавірусу під назвою «501.V2», який став причиною другої хвилі пандемії в грудні 2020.
27 грудня ПАР стала першою країною на Африканському континенті в якій було зафіксовано 1 мільйон випадків захворювання COVID-19.
28 грудня президент країни знову звернувся до народу та повідомив, що країна повернеться до карантину 3 рівня на 14 днів, щоб зменшити швидкість поширення другої хвилі хвороби під час святкового сезону. У країні запроваджено комендантську годину з 21:00 до 6:00, заборону на продаж і транспортування алкоголю, закрито для відвідування громадські місця, зокрема пляжі, озера та дамби, запроваджено обов'язкове носіння масок у громадських місцях.
У грудні в країні зареєстровано 267157 випадків хвороби, унаслідок чого загальна кількість випадків хвороби зросла до 1057161. Кількість померлих зросла до 28х 469. Кількість одужань зросла до 879671, на кінець місяця в країні залишилось 149021 активних випадків хвороби.

### 2021
3 січня в країні оголошено про початок кампанія щеплення проти COVID-19, повідомлено, що необхідна кількість доз вакцини вже прямує до країни. Кампанія розпочалась зі щеплення медичних працівників, які працюють на передовій боротьби з епідемією хвороби.
11 січня президент ПАР Матамела Сиріл Рамафоса звернувся до нації. Він повідомив про продовження поточних заходів щодо зменшення поширення хвороби, розробку вакцин та продовження стану національної катастрофи.
13 січня представник уряду заявив, що з кінця грудня в країні заарештовано 7 тисяч осіб за відсутність масок для обличчя в громадських місцях.
За тиждень, що закінчився 17 січня, у країні додалося 130 тисяч нових випадків хвороби та 4 тисячі смертей, різке зростання кількості випадків спричинило переповнення державних та приватних лікарень. Варіант 501.V2 був знайдений у всіх дев'яти провінціях країни, а також у низці інших країн, проте експерти не впевнені, чи збільшення числа випадків пов'язано з новим варіантом вірусу, чи з недотриманням карантинних норм у період відпусток. Кілька країн призупинили авіасполучення з Південно-Африканською Республікою, а всі 20 наземних пунктів перетину кордону країни були закриті до лютого. ПАР у другому кварталі 2020 року втратила 2,2 мільйона робочих місць, а ВВП країни за рік, як очікується, зменшиться на 6,1 %. Загалом у ПАР зареєстровано понад 1,3 мільйона випадків коронавірусної хвороби та 36851 смертей унаслідок COVID-19.
27 січня міністерство охорони здоров'я повідомило про затвердження екстреного використання вакцини компанії «AstraZeneca» проти коронавірусної хвороби та про те, що перший мільйон доз буде доставлено з Індії 1 лютого, а ще півмільйона доз — наприкінці лютого. Міністерство також оголосило повний план вакцинації, а також створило платформу для управління масовою вакцинацією в країні.
У січні в країні зареєстровано 396600 нових випадків хвороби, загальна кількість випадків зросла до 1453761. Кількість померлих зросла до 44164. Кількість одужань пацієнтів зросла до 1299620, на кінець місяця в країні залишилось 109977 активних випадків хвороби.
1 лютого президент ПАР Матамело Сиріл Рамафоса повідомив про прибуття до аеропорту ім. Тамбо першої партії вакцини проти COVID-19, вироблених Інститутом сироватки крові в Індії. Хоча у ПАР і надалі зберігається режим надзвичайної ситуації у сфері охорони здоров'я, оголошено про пом'якшення обмежень, яке набуло чинності наступного дня, оскільки в країні вже минув пік другої хвилі. У своєму зверненні до нації Рамафоса також згадав, що уряд Південної Африки схвалив пропозицію про номінацію кубинської медичної бригади на Нобелівську премію миру 2021 року за її участь у боротьби з COVID-19 в цілому світі, в якій брали 3 700 її членів.
8 лютого ПАР призупинила щеплення вакциною AstraZeneca, пояснивши це тим, що вакцина забезпечує мінімальний захист від інфекції.
17 лютого національна програма вакцинації від COVID-19 була офіційно запущена в окружній лікарні Хайєлітша в Західнокапській провінції, де медичним працівникам, президенту та міністру охорони здоров'я зробили щеплення вакциною Janssen. 17 лютого 2021 року було офіційно запущено національну програму вакцинації проти COVID-19.
28 лютого президент звернувся до нації, оголосивши про послаблення обмежень із переходом від скоригованого рівня небезпеки 3 до скоригованого рівня небезпеки 1.
У лютому було зареєстровано 59632 нових випадки хвороби, що збільшило загальну кількість підтверджених випадків до 1513393. Кількість померлих зросла до 49993. Кількість одужань зросла до 1430259, на кінець місяця залишилось 33141 активних випадків хвороби.
5 березня 2021 року кількість повністю вакцинованих проти COVID-19 осіб у країні перевищила 100 тисяч.
Південноафриканська рада з медичних досліджень оцінила, що під час пандемії виявлено понад 150 тисяч надмірних смертей до 20 березня 2021 року, причому 85–95 % цих надмірних природних смертей пов'язано з COVID-19, а решта 5–15 %, ймовірно, в основному через різке збільшення кількості медичних послуг.
30 березня 2021 року президент Сиріл Рамафоса звернувся до нації напередодні Великодніх свят. Він повідомив про хід вакцинації від COVID-19, анонсував тимчасові обмеження на продаж алкоголю у святкові дні, та послаблення карантинних заходів в місцях релігійних зібрань.
У березні було зареєстровано 34764 нових випадків хвороби, а загальна кількість підтверджених випадків склала 1548157. Кількість померлих зросла до 52846 осіб. Кількість одужань зросла до 1474319, на кінець місяця залишилось 20992 активних випадків хвороби.
13 квітня 2021 року міністр охорони здоров'я Звелі Мхізе оголосив про призупинення використання вакцини «Johnson & Johnson» проти COVID-19 через занепокоєння щодо побічних ефектів, висловлене FDA. 28 квітня 2021 року призупинення застосування вакцини «Johnson & Johnson» було скасовано, і вона отримала повний дозвіл на використання від південноафриканського регуляторного органу.
У квітні було зареєстровано 33053 нових випадки хвороби, що збільшило загальну кількість підтверджених випадків до 1581210. Кількість померлих зросла до 54350. Кількість одужань зросла до 1505620, на кінець місяця залишилось 21240 активних випадків хворих.
До 1 травня були зареєстровані 157542 надлишкових смертей осіб старше 1 року з природних причин з початку пандемії, причому 85–95 % цих надлишкових смертей були пов'язані з COVID-19, а решта 5–15 %, ймовірно, в основному через переваження медичної допомоги.
8 травня національний інститут інфекційних захворювань підтвердив, що вони секвенували зразки COVID-19 в осіб, які нещодавно повернулися з Індії. Унаслідок цього виявлено 4 зразки, позитивних на варіант B.1.617.2 (два випадки з Гаутенга та два з Квазулу-Наталя). Було також виявлено 11 випадків викликаного варіанту, який викликає занепокоєння, B.1.1.7, який має вищу трансмісивність і є більш смертельним, ніж домінуючий у Південній Африці B.1.351.
30 травня президент ПАР через сплеск зараження COVID-19 звернувся до нації, оголосивши про посилення обмежень із скоригованого рівня карантину 1 до рівня 2, починаючи з 31 травня 2021 року.. У країні прискореними темпами поширювалась третя хвиля COVID-19.
15 червня 2021 року президент Сиріл Рамафоса оголосив, що через третю хвилю епідемії країну переведено на 3 рівень небезпеки. 28 червня 2021 року країну було переведено на скоригований рівень 4, а варіант Дельта швидко став домінуючим штамом у країні. 9 липня 2021 року, через 16 місяців після початку пандемії, лікарі в Йоганнесбурзі повідомили, що система охорони здоров'я в місті знаходиться в колапсі, з недостатньою кількістю ліжок і ледве достатньою кількістю кисню. 27 червня 2021 року в  зверненні до народу президент оголосив про посилення обмежень із переходом до скоригованого рівня 4, починаючи з 28 червня 2021 року.
12 липня президент повідомив, що через заворушення в Південній Африці були закриті частина пунктів вакцинації від COVID-19 і клініки в провінціях Гаутенг і Квазулу-Наталь.
25 липня президент оголосив про перехід країни на скориговані обмеження 3 рівня.
У серпні 2021 року повідомлено, що сильно мутований варіант лінії C.1.2, вперше виявлений у травні, є варіантом, що представляє інтерес.
12 вересня 2021 року президент оголосив про послаблення обмежень до скоригованого рівня небезпеки 2, яке набуло чинності 13 вересня. 13 вересня 2021 року набув чинності скоригований рівень небезпеки 2, а 1 жовтня 2021 року додаткові обмеження було послаблено шляхом переходу на скоригований рівень небезпеки 1.
25 листопада 2021 року було повідомлено про новий сильно мутований варіант коронавірусу B.1.1.529, пізніше названий Омікрон, який поширився із сусідньої Ботсвани.
Низка країн оголосили про заборону на прибуття з Південної Африки, зокрема: Австралія, Канада, Франція, Німеччина, Угорщина, Індонезія, Італія, Малайзія, Маврикій, Сінгапур, Південна Корея, Шрі-Ланка, Таїланд, Велика Британія, і США. Країнами, які заборонили в'їзд усім особам з-за кордону, були Ізраїль, Японія та Марокко (заборонено в'їзд з-за кордону навіть громадянам Марокко).
28 листопада 2021 року президент країни звернувся до нації. Він заявив, що через нещодавно виявлений варіант «Омікрон» рівень загрози коронавірусу в країні не зміниться. Він також попросив країни, які ввели заборону на поїздки до Південної Африки та сусідніх з нею країн, скасувати своє рішення.
8 грудня Національний інститут інфекційних захворювань повідомив про майже 20 тисяч нових випадків COVID-19 – рекорд з моменту виявлення варіанту Омікрон. На той момент не було зрозуміло, скільки заражень було спричинено Омікроном. На той час не було зрозуміло, скільки заражень було спричинено Омікроном.
12 грудня у президента Рамафоси підтверджено позитивний результат тестування на COVID-19.
30 грудня уряд скасував додаткові обмеження, включаючи комендантську годину.
Моделювання, проведене регіональним бюро ВООЗ для Африки, свідчить про те, що через недостатнє звітування справжня загальна кількість випадків хвороби до кінця 2021 року становила близько 30 мільйонів, тоді як справжня кількість смертей від COVID-19 становила близько 92 тисяч.

### 2022
З 1 січня в країні було скасовано нічну комендантську годину, що діяла щодня з опівночі до 04:00.
31 січня скоригований рівень небезпеки 1 було змінено, не вимагаючи ізоляції для тих, у кого тест був позитивним, але не має симптомів. Тих, у кого тест був позитивний, але мали симптоми, довелося ізолювати лише на 7 днів (замість попередніх 10). Контактних осіб не потрібно було ізолювати, якщо у них не з'явилися симптоми. Початкові, середні та спеціальні школи повернулися до щоденного відвідування; вимогу соціального дистанціювання в 1 метр у школах було скасовано.
Опівночі 4 квітня 2022 року загальнонаціональний стан катастрофи було скасовано, хоча деякі перехідні положення залишалися в силі протягом 30 днів.
У травні 2022 року країна увійшла в п'яту хвилю епідемії. Зразки, взяті в період з травня по жовтень, показали, що в Південній Африці присутній варіант BA.5.2.1.7, який швидко поширюється.
22 червня в урядовій газеті опублікованов повідомлення, в якому міністр охорони здоров'я Джо Фаахла повідомив про скасування карантинних обмежень щодо COVID-19, зокрема використання масок для обличчя.

## Підготовка до боротьби з пандемією та проведені заходи
Відразу після того, як Всесвітня організація охорони здоров'я 30 січня 2020 року оголосила епідемію коронавірусної хвороби надзвичайною ситуацією в галузі охорони здоров'я, у ПАР відразу створено центр кризового управління.

### Тестування
26 січня 2020 року національний інститут інфекційних хвороб ПАР розпочав тестування людей на вірус SARS-CoV-2, і до 7 лютого провів 42 таких обстеження.
До середини березня 2020 року державні лікарні в ПАР були забезпечені безкоштовними тестами на коронавірус.
30 березня 2020 року уряд ПАР повідомив про наміри запровадити розширену програму скринінгу та тестування на COVID-19. 3 квітня національний інститут інфекційних хвороб вніс зміни до своїх протоколів щодо направлення на обстеження на коронавірус, дозволивши проходити обстеження усім, в кого є симптоми коронавірусної хвороби, до цього обстеження проводилось лише особам, які повернулись з-за кордону, та особам, які контактували з хворими на COVID-19. До початку квітня в країні створено 67 мобільних лабораторій, проведено 47 тисяч тестувань на коронавірус, частково в мобільних лабораторіях.
8 квітня національна служба лабораторних обстежень підвищила потужність своїх лабораторій на території всієї країни, унаслідок чого на всій території країни можна провести до 36 тисяч тестів на коронавірус щодня.
Тестування на коронавірус також розпочали робити низка приватних лабораторій. Генеральний директор національної лабораторної служби ПАР Камі Четті повідомив, що до 9 квітня більшість тестів було зроблено в приватному лабораторіях, оскільки перші випадки були пов'язані з особами, які прибували з-за кордону, та, ймовірно, мали більше можливостей провести обстеження в приватних лабораторіях.
До 9 квітня у ПАР було проведено 68874 тестів, що становило 1,2 тесту на тисячу осіб, що значно нижче, ніж у більшості країн, зокрема, в Туреччині (3,3), Великій Британії (3,6) та Південній Кореї (9,7). Співвідношення позитивних тестів до їх загальної кількості також було низьким. До 10 квітня загальна кількість тестів зросла до 73028, середню кількість тестів на день у перші 10 днів квітня складала близько 3300 тестів на добу. Керівник національної лабораторної служби охорони здоров'я Ерік Бух заявив, що служба може проводити до 15 тисяч тестів на день, і він радий буде зробити ще більше тестів.
14 квітня Ставрос Ніколау, керівник робочої групи з питань охорони здоров'я ПАР та виконавчий директор «Aspen Pharmacare», заявив, що Південно-Африканська Республіка має можливість для проведення 25 тисяч тестів за добу.
На 23 квітня в країні проведено 143570 тестів. Кількість тестів на добу значно зросла: за перші 14 днів квітня середньодобова кількість тестів становила 3394, а протягом наступних 9 днів середньодобовий показник становив 6283. Рівень позитивних результатів тестів від загальної кількості залишався меншим від 3 %. Міністр охорони здоров'я оприлюднив цифри, які показують, що з усіх тестів, проведених до 23 квітня, 62 % були зроблені в приватних лабораторіях та 38 % у державних лабораторіях. Однак це співвідношення змінювалось поступово на користь обстежень у державних лабораторіях. На 23 квітня в державних лабораторіях проведено 63 % тестувань на коронавірус.
До 27 квітня в країні проведено 185497 тестів на коронавірус, причому більшість тестів зроблено в державних лабораторіях. Частота охоплення тестуваннями на 100 тисяч жителів за провінціями варіювала з різницею у 8 разів між найбільшою і найменшою кількістю обстежень. Зокрема, кількість обстежень на 100 тисяч жителів (за оцінками населення на 2019 рік) у Північно-Західній провінції складав 66, у провінції Лімпопо 69, у провінції Мпумаланга 101, у Північно-Капській провінції 111, у Східно-Капській провінції 247, у провінції Квазулу-Наталь 270, у провінції Вільна держава 284. у провінції Гаутенг 439, та в Західно-Капській провінції 541 (у середньому по країні 317). Розпочато програму моніторингу передачі хвороби всередині країни (на відміну від обстеження осіб із симптомами хвороби, або тих, які контактували з хворими на COVID-19). За трьома напрямками програми було проведено 812 тестів і виявлено два позитивні випадки.
До 28 червня загальна кількість проведених тестів у країні склала 1567084. На той момент приватні лабораторії випереджали державні за кількістю завершених тестів. Станом на цей день приватні лабораторії провели 804248 тестів у порівнянні з 762836 у державних лабораторіях.
Станом на 11 липня в країні проведено 2108570 тестів на коронавірус, більшість з яких проведені ще в приватних лабораторіях.

### Клінічні дослідження, вакцини та лікування
17 березня 2020 року Південноафриканський орган регулювання лікарських засобів повідомив, що прискорить опрацювання результатів клінічних досліджень щодо нових способів лікування та вакцин від коронавірусної хвороби.
Представники 8 університетів та 14 лікарень ПАР під керівництвом Хелен Ріс та Джеремі Нела з Вітватерсрандського університету брали участь у клінічних дослідженнях «Solidarity Trial», організованих ВООЗ
У кінці червня в провінції Гаутенг розпочались клінічні дослідження вакцини проти COVID-19 у співпраці з британським Інститутом Дженнера. Інше клінічне дослідження вакцини проти COVID-19 розпочалось у середині серпня 2020 року у співпраці з біотехнологічною компанією з американського штату Меріленд за сприяння та фінансування Фонду Білла і Мелінди Гейтс. Також проводилось клінічне дослідження вакцини проти COVID-19, розробленої спільно південноафриканською компанією «BioVac» та американською компанією «ImmunityBio».

### Геномний нагляд
До травня 2020 року Південна Африка створила великий консорціум з геномного нагляду за коронавірусом. Завдяки цьому вчені з Південної Африки під керівництвом Туліо де Олівейра виявили та підтвердили бета-варіант вірусу COVID-19 у 2020 році та його варіант Омікрон у листопаді 2021 року.

### Програма відстеження COVID AlertSA
8 серпня 2020 року міністерство охорони здоров'я ПАР випустило додаток для відстеження контактів з COVID-19. Додаток мав на меті зменшити зараження під час другої та третьої хвилі епідемії. Програма була доступна в Google Play, «App Store» і «Huawei App Galley».

### Стан загальнонаціональної катастрофи
До середини березня проводилось посилення карантинних заходів, і 15 березня 2020 року президент Сиріл Рамафоса оголосив у країні стан загальнонаціональної катастрофи, увівши також заборону на зібрання понад 100 осіб.
17 березня президент разом із віце-президентом країни Девідом Мабузою скликав перше засідання Національна керівна рада з питань протидії поширенню коронавірусної інфекції, пізніше коротше названа Національною радою з боротьби з коронавірусною хворобою.
18 березня міністр кооперативного управління та традиційних занять Нкосазана Дламіні-Зума підписала урядову постанову, якою обмежуюється кількість відвідувачів у пабах, клубах та ресторанах до 50.>
Парламент ПАР призупинив свою діяльність з 18 березня, Африканський національний конгрес та Демократичний альянс відклали свої передвиборні конференції. Комісія з питань посередництва та арбітражу з 18 березня 2020 року скасувала розгляд усіх запланованих справ, та призупинила прийом нових справ у паперовому вигляді, перевівши прийом справ лише в електронному вигляді.
18 березня 2020 року в країні закриті всі школи, відновили навчання в школах на початку червня. У цей же час призупинили навчальний процес також більшість університетів. Університет Кейптауна, Університет Преторії, Стелленбоський університет, Університет Родса, Університет Квазулу-Наталь і Дурбанський технологічний університет або скасували, або відклали на невизначений термін проведення випускних церемоній.
Після початку серії панічних покупок частина роздрібних торговельних закладів обмежили відпуск деяких товарів в одні руки. 19 березня міністр торгівлі та промисловості Ебрагім Патель підписав урядову постанову, згідно якої забезпечується контроль за цінами на основні товари, порушення якої може спричинити адміністративне або кримінальне покарання, включно зі штрафом у розмірі 10 мільйонів рандів, штрафу, еквівалентного 10 % обороту фірми, або 12 місяців тюремного ув'язнення.
3 червня міністр Нкосазана Дламіні-Зума продовжила в країні стан катастрофи, який повинен був закінчитися 15 червня через три місяці після його початку, до 4 липня, посилаючись на необхідність посилення діючих заходів для пом'якшення наслідків епідемії, введених державними органами.

### Локдаун
23 березня президент ПАР Сиріл Рамафоса виступив зі зверненням до нації, в якому оголосив про введення в країні локдауну терміном на 21 день від опівночі 26 березня до 16 квітня одночасно з виведенням з казарм підрозділів Національних сил оборони для контролю за дотриманням рішень уряду. 9 квітня президент країни оголосив про продовження локдауну ще на два тижні до кінця квітня. Локдаун не поширюється на низку працівників наступних професій: медичні та фармацевтичні працівники, працівники лабораторної служби; працівники служби з надзвичайних ситуацій; працівники служб державної безпеки, військові, поліцейські та працівники охоронних структур; працівники закладів, необхідних для нормального функціонування економіки (супермаркети, транспортні та логістичні служби, автозаправні станції, банки, фінансові та платіжні служби); працівники підприємств, які не можуть бути закриті через безперервний цикл виробництва (зокрема, шахти та металургійні комбінати).
З початку встановлення локдауну в ПАР у країні заборонені будь-які зібрання, окрім поховань. Ресторани, кафе, бакалійні магазини, та всі інші магазини, що не продають товари першої необхідності, повинні були закриті після оголошеного локдауну. Учбові заклади, які були закриті за тиждень до локдауну, не відновлюють своєї роботи. Усі громадяни, на яких не розповсюджуються виключення щодо виконання їх професійних обов'язків, можуть покидати свої помешкання виключно для отримання медичної допомоги, отримання соціальних виплат, відвідання невеликих (до 50 присутніх) поховань, та покупки товарів першої необхідності. Повний перелік винятків з локдауну та дозволів на вихід за межі помешкання опубліковано в урядовому віснику ПАР від 25 березня 2020 року. Жителям ПАР заборонили виводити своїх собак на прогулянку на вулицю на час дії локдауну, проте вони можуть гуляти з собаками у дворі власного будинку або в дворі багатоквартирного будинку. Заборонено виселення осіб з їх помешкання під час локдауну. Рух між провінціями, а також між містами та іншими муніципальними утвореннями заборонений, за винятком перевезення працівників життєво необхідних галузей економіки на роботу й з роботи, перевезення дезинфікованих та санітарно оглянутих вантажів з пунктів прибуття до країни, перевезення покійників та відвідування поховальних церемоній (з обмеженнями).
З часу встановлення в країні локдауну закриті всі кордони країни, дозволено ввезення через кордон лише палива, та інших життєво необхідних вантажів та товарів. Призупинене внутрішнє та міжнародне транспортне сполучення, окрім рейсів, які схвалені міністерством транспорту ПАР для евакуації громадян країни з-за кордону, або для репатріації іноземних громадян з території ПАР.

#### Зменшення кількості смертей
Введення локдауну призвело до зменшення кількості смертей у країні внаслідок дорожно-транспортних пригод та вбивств. Під час Великодніх свят, з 9 по 13 квітня, під час локдауну зареєстровано лише 28 смертельних випадків внаслідок дорожно-транспортних пригод проти 162 у 2019 році. Під час періоду локдауну повідомлено про 432 випадки вбивств порівняно з 1542 за той самий період попереднього року — з 29 березня по 22 квітня 2019 року. Загальна кількість смертей за рік до 21 квітня 2020 року за даними ради медичних досліджень країни була «загалом в очікуваних межах». Проте за 5 тижнів до 21 квітня 2020 року смертність від неприродних випадків, включно зі смертністю від вбивств та дорожньо-транспортних пригод, була нижчою як для жінок, так і для чоловіків.

#### Перебіг
5 квітня міністр поліції ПАР Бхекі Челе оголосив про зменшення кількості викрадених грошей під час транспортування готівки завдяки посиленому контролю за автомобільними шляхами та більш помітному нагляді поліції. Він також повідомив про зниження рівня вбивств. Кількість осіб, які госпіталізовані з різними видами травм, зменшилась на дві третини. До кінця перших семи днів локдауну загалом заарештовано 2289 осіб за порушення карантинних заходів.
Міністр зв'язку та цифрових технологій Стелла Ндабені-Абрахамс 8 квітня отримала покарання у вигляді відпустки на два місяці, один без збереження заробітної плати, через порушення карантинних заходів. Її фотографія з'явилася в соціальних мережах під час обіду в будинку члена виконкому АНК Мдудузі Манани.
Введення локдауну проводилось на території всієї країни з різним рівнем успіху. На початку квітня повідомлено, що в Східній Капській провінції практично не застосовувались обмеження, прийняті для локдауну, зокрема в деяких сільських районах провінції.
За час локдауну в країні виникла низка скандалів, пов'язаних із надмірним застосуванням силових методів з боку працівників силових структур для примушення окремих громадян до дотримання вимог карантину. Сюди входили випадки побиття та недопущення людей на зйомки зловживань поліції, що призвело до того, що громадська адвокаційна група «Right2Know» випустила заяву про те, що поліція не має права перешкоджати громадськості «здійснювати своє конституційне право знімати та фіксувати інциденти».
Станом на 3 квітня, восьмого дня локдауну, незалежне слідче управління поліції повідомило, що воно розслідує вісім смертей за участю поліції з початку локдауну. На той час це перевищувало кількість смертей в країні безпосередньо від коронавірусної хвороби. Ці випадки сталися всупереч публічному заклику президента країни до поліцейських. 12 квітня внаслідок заворушень, спричинених побиттям до смерті чоловіка військовими в місті Александра, від рук поліції та військових загинули 9 осіб.
Південно-Африканський національний форум редакторів засобів масової інформації виступив із заявою, у якій висловлено занепокоєння з приводу дій поліції, які заперечують доступ журналістів до інформації щодо перебігу епідемії коронавірусної хвороби та пов'язаних з нею подій. 27 квітня Управління Верховного комісара ООН з прав людини висловило занепокоєння з приводу жорсткого та солдафонського примушення до виконання карантинних заходів, пов'язаних з COVID-19, у ряді країн, включно з ПАР. До 30 квітня уряд підтвердив, що загалом 5 осіб були вбиті поліцейськими протягом перших трьох тижнів після введення локдауну, зафіксовано також 152 випадки побиття громадян поліцейськими. Вищий суд Преторії доручив уряду Південної Африки вжити заходів для запобігання зловживань поліції під час суворого карантину, після смерті Коллінза Хоса, який помер від наслідків травм після того, як його побили поліцейські.

#### Обмеження продажу тютюну та алкоголю
Під час оголошення про скасування карантинних заходів 5 рівня 23 квітня президент країни Сиріл Рамафоса повідомив, що продаж тютюну буде легалізований, проте у своїй заяві 29 квітня цьому суперечила міністр Дламіні-Зума. Невизначеність щодо законності продажу тютюнових виробів під час введення карантинних заходів 4 рівня, що виникла в результаті цих заяв, змусила компанію British American Tobacco подати термінову апеляційну скаргу до суду, яка спочатку була відхилена 6 травня, проте 29 травня суд задовольнив скаргу компанії. Заборона спричинила занепокоєння ради з досліджень гуманітарних наук ПАР та південноафриканської податкової служби тим, що це на їх думку стимулюватиме зростання незаконного продажу тютюну, чим сприятиме зростанню сили та впливу організованої злочинності. Жіноча ліга АНК підтримали заяви Дламіні-Зуми на тлі звинувачень у тому, що вона отримувала хабарі від підпільних торговців тютюном. 4 травня президент країни підтвердив продовження заборони продажу тютюну протягом дії карантинних обмежень 4 рівня. Демократичний альянс звинуватив міністра у брехні широкій громадськості у зв'язку з її підтримкою заборони продажу тютюнових виробів, та закликав відсторонити її від посади.
За час запровадження карантинних заходів 5 рівня заборонено продаж спиртних напоїв з метою, зменшення навантаження на лікарні через інциденти, пов'язані з вживанням спиртних напоїв. Заборона продажу алкоголю була відновлена 12 липня на тлі суперечок та побоювань, що вона призведе до зростання незаконного продажу алкоголю.

#### Критика
Невизначеність щодо тривалості локдауну, його інтенсивності, та занепокоєння щодо обмеження громадянських свобод під час епідемії спричинили критику дій урядових структур з боку низки відомих осіб та політичних партій ПАР. Колишній міністр фінансів і ветеран АНК Тревор Мануель поставив під сумнів раціональність дій уряду під час загальнонаціонального карантину, одночасно висловлюючи занепокоєння тим, що локдаун ставить під загрозу дотримання конституції ПАР. Демократичний альянс повідомив, що військові застосовуються для встановлення нічної комендантської години, критикував заборону електронної торгівлі та обмеження робочого часу, та подав судовий позов щодо конституційності відсутності парламентського нагляду в національному законі про боротьбу з надзвичайними ситуаціями. Партія Фронт свободи плюс подала заяву до Високого суду Гаутенга щодо неконституційності закону про боротьбі з надзвичайними природними ситуаціями. Рух «Бійці за економічну свободу» розкритикував введення деяких карантинних заходів у травні 2020 року, як приклад тиску на економіку.
Кількість пасажирів на одну поїздку на маршрутних таксі була розкритикована під час встановлення обмежень на транспортне сполучення в липні 2020 року. Представники медичних коледжів ПАР заявили, що дозвіл працювати маршрутним таксі із заповненням на 100 відсотків на коротких маршрутах є потенційно небезпечною для збереження здоров'я населення та суперечить деяким карантинним обмеженням. Початково, на перших етапах карантину, маршрутні таксі повинні були працювати при 70-відсотковій завантаженості, за умови, що пасажири носили маски та відкривали вікна. Цю вимогу 70 % заповнюваності було порушено автоперевізниками, що було зафіксовано медичною громадськістю.

### Репатріація громадян ПАР
14 березня 2020 року 112 громадян ПАР були евакуйовані з китайського міста Ухань, та розміщені під медичним спостереженням та на карантині на курорті Ранч поблизу Полокване. Перед від'їздом усім громадянам проводили медичний скринінг, чотирьох осіб, які мали ознаки коронавірусної хвороби, залишили на місці для зменшення ризику інфікування інших осіб на батьківщині. Репатрійовано лише громадян ПАР, тест яких на коронавірус був негативним.
Після проведення тестування підтверджено негативний результат у всіх евакуйованих громадян ПАР, а також екіпажу та пілотів літака, персоналу готелю, поліцейських та військових, які брали участь у цій місії та як запобіжний захід залишалися під наглядом і в карантині протягом 14 днів на курорті Ранч.

### Кубинські лікарі
27 квітня 217 кубинських медиків (переважно лікарів) прибули до Південної Африки, щоб допомогти у боротьбі з пандемією на запрошення південноафриканського уряду, та приступили до роботи на території всієї країни.
За прибуття цієї групи лікарів та заявлені витрати на них уряд ПАР виплатив уряду Куби 429 мільйонів рандів (еквівалентно 23 мільйонів доларів США), що спричинило суперечки з цього приводу. Південноафриканська медична асоціація заявила, що їх запрошення було передчасним, оскільки багато південноафриканських лікарів і медсестер ще не були залучені до боротьби з пандемією. Південноафриканська асоціація міжнародно визнаних професіоналів охорони здоров'я розкритикувала уряд за те, що він не використовував безробітних південноафриканських медичних працівників. Демократичний альянс заявив, що уряд повинен насамперед визначити пріоритетом використання місцевих медичних працівників. Видання «Daily Maverick» розкритикувало високу вартість, яку уряд сплатив кубинським лікарям. Уряд США розкритикував приїзд кубинських лікарів, та оплату за їх послуги як форму торгівлі людьми, тоді як кубинський уряд відкинув твердження про отримання прибутку від направлення своїх лікарів, та заявив, що ця критика є частиною кампанії з очорнення Куби.

## Гуманітарна допомога
Південно-Африканська Республіка отримала гуманітарну допомогу у вигляді засобів індивідуального захисту, зокрема медичних масок з Китаю, а також апарати штучної вентиляції легень із США.

## Вплив епідемії

### Вплив на економіку
На початку загальнонаціонального карантину 27 березня низка південноафриканських економістів прогнозували, що епідемія може спричинити скорочення в загальному обсязі ВВП ПАР від 2,5 до 10 % у 2020 році. Унаслідок суворої ізоляції та закриття низки підприємств у країні знизився попит на електроенергію на 7500 МВт, тим самим тимчасово зменшуючи вплив тривалої енергетичної кризи в ПАР. За підрахунками уряду, дефіцит доходів на 2020 рік складе від 70 до 100 мільярдів рандів. Наслідком цього стало те, що південноафриканський уряд запровадив низку заходів зі стимулювання економіки на 500 мільярдів рандів, що призвело до збільшення дефіциту бюджету з 6,8 % до понад 10 % ВВП на 2020 фінансовий рік. Наприкінці липня повідомлено, що ПАР отримає позику від МВФ у розмірі 70 мільярдів рандів, збільшивши співвідношення загального боргу до ВВП до 83 %. Профспілки та Партія борців за економічну свободу критично ставилися до використання позики МВФ, тоді як низка опозиційних політичних партій висловлювали занепокоєння щодо корупції при використанні коштів позики.
Йоганнесбурзька фондова біржа втратила 15 % вартості своїх цінних паперів протягом тижня, який закінчився 13 березня 2020 року, цей тиждень став найгіршим для біржі за 21 останній рік. 19 березня керівник Південноафриканського резервного банку Лесетя Кганяго оголосив про зниження ставки рефінансування в країні на 100 базисних пунктів або на 1 процентний пункт до 5,25 %. 14 квітня здійснено подальше зниження ставки рефінансування до 4,25 % на рік. 22 березня Стандарт-банк оголосив 90-денне відтермінування виплат кредитів для малого та середнього бізнесу та студентів, починаючи з 1 квітня, з метою захисту їх від економічних наслідків епідемії коронавірусної хвороби. У травні підраховано, що держава втратить 285 мільярдів податкових надходжень протягом 2020—2021 фінансового року у зв'язку з пандемією та наслідками локдауну.
Протягом першого місяця локдауну 3 мільйони південноафриканців втратили роботу, що сприяло зростанню нестачі продовольства та бідності. До середини липня зареєстровано значний дефіцит продовольства по всій країні та, зокрема, у сільській частині Східно-Капської провінції.

### Корупція та спекуляція
Корупція спричинила значний негативний вплив на заходи в боротьбі з пандемією у зв'язку з завищенням витрат на державні закупівлі, одночасно підриваючи довіру громадськості до державних установ. Багаторічна корупція до пандемії зменшила спроможність служби охорони здоров'я країни. Кількість випадків корупції в поліції також зросла протягом введення локдауну, оскільки силовики використовували свої збільшені владні повноваження для частішого вимагання хабарів у простих громадян. Висловлювались занепокоєння, що кошти з на боротьбу з епідемією COVID-19, які надані кредитом МВФ у 70 мільярдів доларів, будуть витрачені не за призначенням унаслідок корупційних дій. 7 серпня президент країни Рамафоса повідомив, що буде створено урядовий комітет для розслідування корупції під час проведення та фінансування заходів з боротьби з поширенням COVID-19 на державних тендерах.
Компанії "Sicuro Safet"y та «Hennox Supplies» були оштрафовані після того, як виявлено, що вони завищили ціни на маски для обличчя на 900 %. Встановлено, що компанія, яка є постачальником уряду Гаутенга, встановлює більшу в 2 рази ціну за дезінфікуючі засоби та в 4 рази більшу звичайної ціни хірургічних масок для обличчя. Чиновників уряду Квазулу-Наталь було відсторонено від роботи за проведення значно завищених покупок захисних індивідуальних засобів та ковдр. Наприкінці липня президент Рамафоса повідомив, що будуть вжиті заходи для боротьби з корупцією при постачанні продовольчих пакетів та закупівлі товарів із завищеними цінами. Спеціальний слідчий підрозділ заявив, що розслідує низку підозрілих операцій та ймовірних випадків корупції з фонду допомоги боротьби з COVID-19 у розмірі 500 мільярдів доларів. Серед посадовців, запідозрених у корупційних діях під час епідемії коронавірусної хвороби, засоби масової інформації назвали генерального секретаря Африканського національного конгресу Ейса Магашуле, дружину міністра охорони здоров'я Гаутенга Банділе Масуку, і чоловіка прес-секретаря президента Кхусела Діко. Магашуле, Діко і Масуку заперечили будь-яку причетність до звинувачень у корупції, пов'язаної із закупівлями під час епідемії з COVID-19.
Розслідування факту шахрайства, пов'язаного з коронавірусною хворобою, у місті Йоганнесбург виявило, що понад 1500 жителів міста неправомірно отримували соціальну допомогу та виплати, пов'язані з COVID-19.

### Соціальний вплив

#### Скасовані заходи
Більша частина регулярних внутрішніх та міжнародних спортивних змагань призупинили розіграші, зокрема сезони Супер Регбі, Про14, Varsity Rugby, Craven Week, Національна Соккер-ліга, Athletics South Africa, Саншайн Тур з гольфу, Національний Чемпіонат Південно-Африканської Республіки з рятувального серфінгу «Вімпі», забіг на довгу дистанцію «Паркран». Гонки на маунтінбайку «Кейп Епік», Марафон двох океанів, надмарафонський забіг The Comrades Marathon були скасовані. Запланований на 4—6 грудня 2020 року турнір з регбі-7 у Кейптауні в рамках Світової серії був скасований.
Скасовані або відкладені наступні заходи включали Африканський культурний фестиваль Мангаунг, Шоу Блум, AfrikaBurn, Кейптаунський міжнародний джазовий фестиваль, Кляйн Кару Насіональ Кунстефі, фестиваль «Splashy Fen», «Rand Show», Національний фестиваль мистецтв (переходить у віртуальний режим), SciFest Africa (перенесений на 9–15 вересня), південноафриканський випуск WWE Live (перенесений на вересень), Комічний конКейптаун, та фестивалі «Matric Rage» в Йоганнесбурзі, затоці Джеффріс та Плеттенберг. Гурти «Lighthouse Family» і «Boyz II Men», а також БіБі Вінанс, відклали свій південноафриканські тури.
Відкладено або скасовано низку торгових та сільськогосподарських виставок, зокрема «HuntEx», «DecorEx» в Кейптауні та Дурбані, «Tyrexpo» (перенесено на 4–6 серпня 2020 року), «Power & Electricity World expo» (перенесено на 20–21 серпня)., «Royal Show» в Пітермаріцбурзі, сирний фестиваль SA, подячна вечеря Qualité, та виставка «Agri-Expo Western Cape Youth Show».
Християнська церква Сіону скасувала щорічне пасхальне паломництво. Мусульманська рада суддів призупинила п'ятничні молитви, у неділю 22 березня мечеті були взагалі закриті, хоча заклик до молитви все одно подавався. Головний рабин країни Воррен Гольдштейн призупинив роботу синагог. Традиційні обряди обрізань у Східній Капській провінції були призупинені.
У Йоганнесбурзі закрито всі громадські об'єкти на невизначений термін, в тому числі громадські басейни, розважальні та громадські центри, стадіони, бібліотеки, спортивні споруди, а також зоопарк Йоганнесбурга. Мерія Етеквіні закрила всі державні установи в Дурбані, включаючи басейни, пляжі, бібліотеки, громадські зали і музеї, обмеження були введені також для художньої галереї Дурбана, та кладовищ, де одночасно дозволено перебувати не більш ніж 50 особам. Міська влада Кейптауна закрила на невизначений час усі громадські об'єкти, включаючи громадські басейни, рекреаційні та громадські центри, стадіони, спортивні споруди та природні заповідники.
Найстаріший паб у Південній Африці, «The Perseverance Tavern», закрився під час пандемії через економічний вплив тривалої заборони на продаж алкоголю.
Юніорський чемпіонат світу з хокею серед жінок 2021 року було призупинено 26 листопада 2021 року через появу нового варіанту COVID-19, Міжнародна федерація хокею із шайбою мала прийняти відповідне рішення. Фестиваль «Ballito Rage 2021» скасовано через 36 позитивних тестів на COVID-19, також скасовано фестиваль «Plett Rage».

#### Протести
5 серпня представники індустрії розваг, ресторанів, фітнесу та фестивальних заходів організували соціально дистанційований національний протест, підсвітивши будівлі червоним кольором. Кампанія #LightSAred була проведена таким чином, щоб підкреслити негативний економічний вплив карантинних заходів щодо COVID-19 саме на ці галузі.

#### Пограбування
За період карантину в країні почастилися пограбування магазинів алкогольних напоїв, зокрема такі пограбування відбулись у передмісті Кейптауна Елсіс-Ривер, Делфт-Сауті, Самора-Машелі, Маненбергу, Шервуд-Парку, Ньянга-Джанкшні та Гейтсвіллі. 21 липня вантажівка, що перевозила зразки біоматеріалу для тестування COVID-19, була викрадена в клініці в місті Мазервелл у Східно-Капській провінції, і пізніше знайдена покинутою за 500 метрів від місця викрадення.

#### Міграція населення
Південноафриканські засоби масової інформації повідомили, що в рамках тенденції, яка отримала назву «семіграція», пандемія стала каталізатором значного переміщення заможніших жителів Південної Африки з міст провінції Гаутенг (зокрема, Йоганнесбурга) до міських районів провінції Західний Кейп (зокрема, Кейптауна). Ця тенденція, хоча й прискорилася під час пандемією, як повідомляється, була зумовлена збільшенням бажання отримати доступ до природних об'єктів, можливістю працювати віддалено та кращим муніципальним управлінням.

#### Зміна співвідношення статей при народженні
У період з вересня 2012 року по грудень 2020 року  співвідношення статей при народженні  вперше знизилося та інвертувалося (менше ніж на 50 %) у червні 2020 року. Це падіння, пов’язане з демографічним стресом, відбулося через 3 місяці після появи COVID-19 у Південній Африці в березні 2020 року.

#### Поширення
Моделювання на основі моделі показує, що 95 % довірчий інтервал для змінного в часі числа відтворення R t був вищим за 1,0 до середини липня, знову перевищуючи 1,0 з кінця жовтня до грудня 2020 року.

## Дезінформація
Поява коронавірусної хвороби в Південній Африці збільшило поширення дезінформації про хворобу в соціальних мережах та на інших платформах. Вони варіювали від повідомлень про мінімізацію шкоди від вірусу в країні до поширення теорій змови щодо дій уряду щодо боротьби з епідемією хвороби.
Умисне розповсюдження фейкових новин та іншої дезінформації в Південній Африці про коронавірус було оголошено правопорушенням, яке карається штрафом, шестимісячним позбавленням волі, або обидвома видами покарань. Зокрема, одну особу заарештували за публікацію відео, на якому видно, як він п'є в громадських місцях з друзями після запровадження загальнонаціонального карантину, заявляючи, що «тут нічого не називають короною». В іншому відео інша особа стверджувала, що 10 тисяч урядовців ходили від дверей до дверей з інфікованими тестовими наборами, проводячи ними тестування на коронавірус для буцімто виявлення великої кількості хворих коронавірусною хворобою. Теорія змови, згідно з якою Білл Гейтс хотів протестувати вакцину проти COVID-19 в Африці чи навіть і в ПАР, спочатку спричинила значні суперечки в соціальних мережах, зокрема після публікації, пізніше видаленої, в News24. У ПАР в цей період, як і в інших країнах світу, поширювалися фейкові новини про те, що справжньою причиною симптомів COVID-19 є мобільна технологія 5G.